# Estrel Tower
El Estrel Tower es un rascacielos en construcción en la calle Sonnenallee en el distrito berlinés de Neukölln. Su finalización está prevista para 2024 y con 176 metros será el edificio más alto de Berlín. Está planeado que, como torre hotelera, forme parte del conjunto constructivo del Hotel Estrel.

## Planificación y construcción
En diciembre de 2017, la administración del distrito de Neukölln aprobó el plan de construcción. El proyecto proviene de la oficina de arquitectos Barkow Leibinger. Se planea un edificio de 176 metros de altura con 45 pisos. El hotel tendrá 525 habitaciones, así como un área de fitness y de spa. También habrá en él oficinas y espacios de trabajo cooperativo, un restaurante y una skybar.
Los trabajos de ingeniería civil comenzaron en julio de 2021. Para preparar los cimientos, se clavaron en el suelo 52 pilotes perforados. Se planea hacer la losa de 3,60 metros de espesor en enero de 2022.
El 3 de noviembre de 2021 el proyecto de construcción fue presentado ante el público. Desde entonces se ha llevado a cabo la construcción sin mayores problemas. La construcción de la losa finalizó el 26 de agosto de 2022. Desde entonces se han estado construyendo los pisos. 
Hasta el 18 de enero de 2023 se han construido 10 de los pisos. Más tarde, hasta el 5 de noviembre de 2024 se pasaron los 150 metros construidos convirtiéndose ya así en el primer rascacielos de Berlín habiendo llegado de esa manera a los 152 metros.
La finalización del edificio y su apertura están previstas para finales de 2025.

## Posición
El edificio está ubicado frente al edificio existente para eventos y hoteles Estrel en Sonnenallee 225, al otro lado de la calle Sonnenallee. Antes había allí un parking. Ambas ubicaciones se conectarán con un sendero junto a las vías de la S-Bahn debajo de Sonnenallee. El canal de navegación de Neukölln pasa justo al lado del edificio.